# Michael Ronda
Michael Ronda (Mexikóváros, 1996. szeptember 28. –) mexikói színész és énekes, aki a Como dice el dicho Ponchójával és a Soy Luna Simón Álvarezeként lett híres.

## Élete
Ronda édesapja az olasz származású Davide, édesanyja pedig a mexikói Vicky volt. Két testvére van, nővére Alessandra, öccse pedig Kevin. 2011-ben számos színészi szerepe volt, melyek között ott volt Camilo A végzet hatalmában. Szerepelt a La Noche del Pirata és a Bacalar filmekben is, ahol Dani illetve Santiago szerepét formálta meg. Ismertebb alakítása a Como dice el dicho filmben Poncho szerepe. A Disney Channel (Latin-Amerika) Soy Luna sorozatában ő alakította Simon Álvarezt.Majd 2020-ban kezdett szerepelni a Control Z című sorozatban, mint Javier.

## Filmográfia

### Filmek
| Év   | Magyar cím | Eredeti cím         | Szerep   | Magyar hang |
| ---- | ---------- | ------------------- | -------- | ----------- |
| 2010 |            | Bacalar             | Santiago |             |
| 2010 |            | La noche Del Pirata | Dani     |             |

### Televíziós szerepek
| Év        | Magyar cím        | Eredeti cím                   | Szerep             | Megjegyzések                           |
| --------- | ----------------- | ----------------------------- | ------------------ | -------------------------------------- |
| 2022      |                   | Papás por encargo             | Morgan             | főszereplő                             |
| 2021      | Luis Miguel élete | Luis Miguel: The Series       | Diego Boneta       | 1 epizód                               |
| 2021      |                   | Soy Luna: El último concierto | Luna Valente       | különkiadás                            |
| 2020–     | CTRL + Z          | Control Z                     | Javier Williams    | főszereplő                             |
| 2019      |                   | Bronco                        | Eduardo            | mellékszereplő                         |
| 2019      |                   | Bajo la red                   | Gabriel            | főszereplő                             |
| 2018      | 11                | ONCE                          | Simón Álvarez      | 1 epizód magyar hangja Moser Károly    |
| 2016–2018 | Soy Luna          | Soy Luna                      | Simón Álvarez      | főszereplő magyar hangja Baráth István |
| 2011–2015 |                   | Como dice el dicho            | Poncho             | főszereplő                             |
| 2009      |                   | Mujeres asesinas              | Cecília gyerekként | 1 epizód                               |
| 2010      | A végzet hatalma  | La fuerza del destino         | Camilo fiatalon    | 3 epizód magyar hangja Császár András  |
| 2009      |                   | Cada quien su santo           | Victor             | 1 epizód                               |

## Diszkográfia

### Kislemezek
| "La Diva de la Escuela"                                                                                 | 2018 | — | — | — | — | — | — |  | TBA |
| "Seré Tu Héroe"                                                                                         | 2019 | — | — | — | — | — | — |  | TBA |
| "—" Olyan lemezt jelöl, mely nem ért el helyezést az adott listán, vagy az adott területen nem adták ki |      |   |   |   |   |   |   |  |     |

## Díjak és jelölések
| Év   | Díj                           | Kategória       | Munka      | Eredmény |
| ---- | ----------------------------- | --------------- | ---------- | -------- |
| 2015 | Kids' Choice Awards Mexico    | Kedvenc Jóképű  | Saját maga | Jelölve  |
| 2016 | Kids' Choice Awards Mexico    | Kedvenc színész | Soy Luna   | Jelölve  |
| 2016 | Kids' Choice Awards Colombia  | Kedvenc színész | Soy Luna   | Jelölve  |
| 2016 | Kids' Choice Awards Argentina | Kedvenc színész | Soy Luna   | Jelölve  |
| 2017 | Kids' Choice Awards Mexico    | Kedvenc színész | Soy Luna   | Elnyerte |
| 2017 | Kids' Choice Awards Argentina | Kedvenc színész | Soy Luna   | Elnyerte |
| 2017 | Tú Awards                     | #El chico sexy  | Soy Luna   | Jelölve  |
| 2018 | Kids' Choice Awards Mexico    | Kedvenc Színész | Soy Luna   | Elnyerte |
| 2018 | Kids' Choice Awards Argentina | Kedvenc Színész | Soy Luna   | Jelölve  |